# Manastir Ribnjak
Manastir Ribnjak je muški samostan koji pripada Mitropoliji crnogorsko-primorskoj Srpske pravoslavne crkve. Nalazi se u blizini Bara u Crnoj Gori. Posvećen je sv. Vasiliju Ostroškom, a izgrađen je na mjestu gdje je bio stari samostan sv. Ivana Krstitelja u vrijeme Jelene Anžujske, žene kralja Stjepana Uroša I Nemanjića.

## Ranija povijest
Gradnja crkve Svetog Ivana može se datirati poslije 1250., najvjerojatnije osamdesetih godine 13. stoljeća. Do naših dana, ovdje su postojali temelji jednobrodne crkve izdužene osnove, s pravougaonom apsidom prema istoku. Sagrađena je bila od dosta dobro otesanih kvadara vapnenca. Dugačka je bila oko 10, a široka 4 metra. Po sredini je imala svod, koji je ojačavao zidove i krov crkve. Krov je bio dvoslivan. Na zapadu, iznad vrata, bili su rozeta i zvonik na preslicu. Nema podataka tko je bio graditelj, ali se može pretpostaviti da je iz primorja, jer je kraljica Jelena odavde vodila majstore koji su gradili njezinu monumentalnu građevinu, manastir Gradac na Ibru. Postoji predanje da je, skoro istovremeno s crkvom na Ribnjaku, kraljica Jelena sagradila i crkvu Svetog Ilije na brdu Volujici, iznad barskog zaljeva.

## Novija povijest
Kada je crnogorska vojska, studenog 1877. godine, oslobađala Bar, glavnina vojske ulogorila se na zaravni Ribnjak, da predahne. Tu su i zanoćili, a s njima i knez Nikola I. Petrović Njegoš. Knez se popeo na brdo Gradac, iznad same zaravni, odakle se prostirao vidik na sve strane i tu zaspao. U snu mu se, navodno, javio sveti Vasilije Ostroški i, kako predanje kaže, rekao da će zauzeti grad Bar na Božić. Tako je i bilo. Borbe oko tvrđave bile su žestoke i Turci su, iz dana u dan, sve više dolazili u bezizlazan položaj. Konačno, 9. siječnja 1878. godine, istakli su bijelu zastavu. Zatim je crnogorska vojska, na čelu s knezom Nikolom, svečano ušla u Bar. Knez Nikola je imao na umu zavjet koji je dao da će podići crkvu na onom mjestu gdje mu se javio Sveti Vasilije i rekao mu da će o Božiću osloboditi Bar, što se i dogodilo. Hram je posvećen 12. svibnja 1879. godine, na dan svetog Vasilija Ostroškog, od strane mitropolita Ilariona Roganovića. Posvećenju je prisustvovao knez Nikola sa svitom. Ostalo je u narodnom pamćenju koliko je ova crkveno narodna svečanost bila veličanstvena, i od tada crkveno narodno saborovanje na Ribnjaku za Vasiljevdan prerasta u tradiciju. Dan nakon Petrovdana (13. srpnja) 2019. godine mitropolit Amfilohije Radović je s još nekoliko vladika posvetio novosagrađenu crkvu sv. apostola Petra i Pavla. Crkva je izgrađena po uzoru na crkvu sv. Petra i Pavla kod Novog Pazara u kojoj je Stefan Nemanja preveden iz katoličke u pravoslavnu crkvu.